# Juan Córdoba Suárez
Juan de Jesús Córdoba Suárez (Boavita, 4 de febrero de 1959) es un abogado, funcionario, músico y político colombiano.

## Biografía
Nacido en Boavita, Boyacá. Estudió Agronomía en la Universidad Pedagógica y Tecnológica de Colombia y en la Universidad de Boyacá Derecho y Ciencias políticas. Concejal y alcalde de su natal Boavita en el norte del Departamento de Boyacá. Diputado a la Asamblea de Boyacá durante tres periodos. Representante a la Cámara y senador. Su actividad política terminó por la traición a Jorge Pedraza y a su propio partido (Conservador colombiano) quienes lo dejaron a la deriva en las elecciones de 2018.

## Vida personal
Contrajo matrimonio con Nasly Judith Cardozo Londoño y son padres de cuatro hijos: Juan Daniel, Tania Camila, Silvia Gabriela y Leydi Johana Córdoba Cardozo.